# Girl in Red

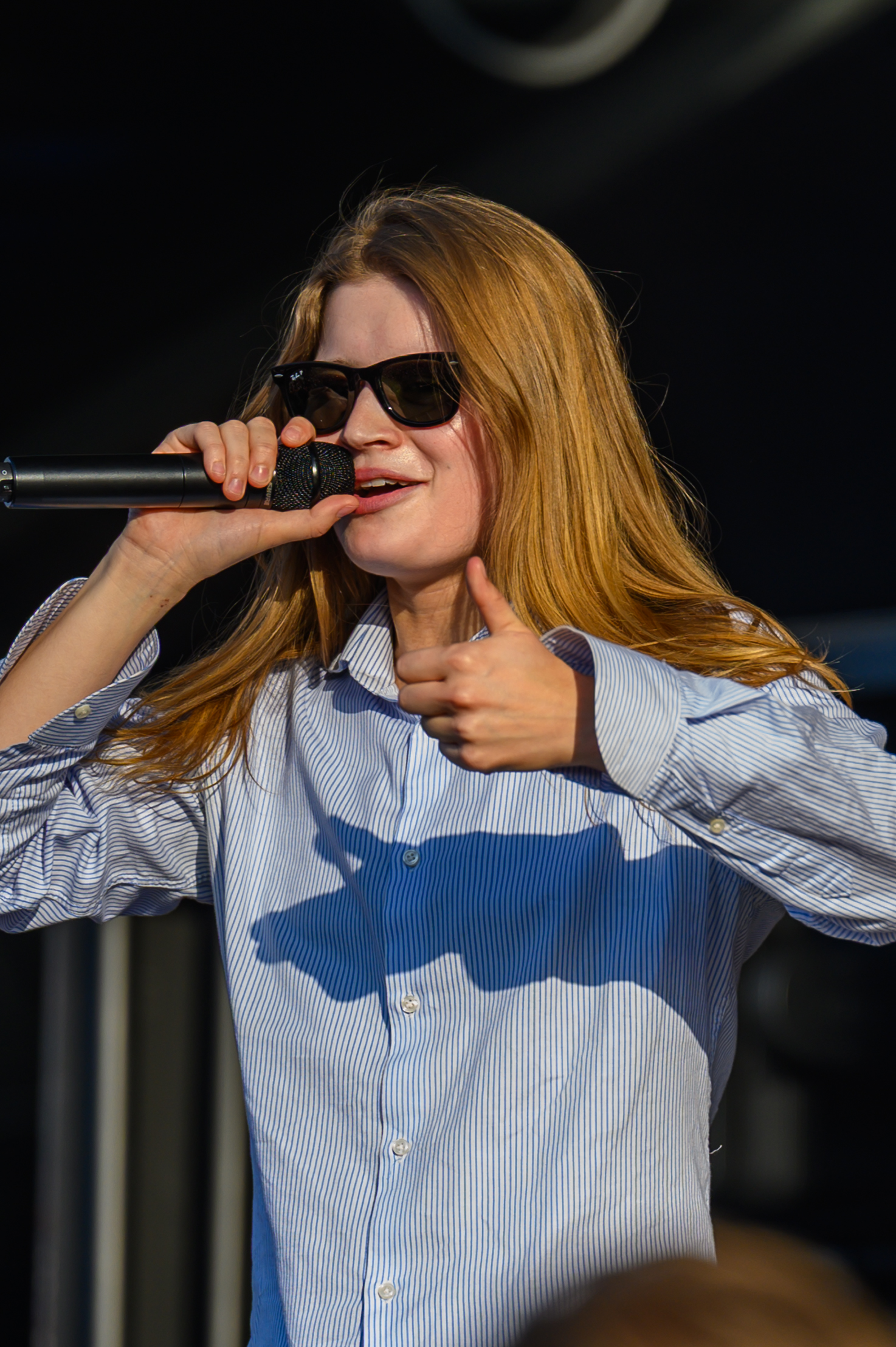
Girl in Red auf dem Southside Festival 2025

Marie Ulven Ringheim (* 16. Februar 1999 in Horten) ist eine norwegische Sängerin, Songwriterin und Produzentin, die unter dem Künstlernamen Girl in Red bekannt ist. Sie wird dem Indie-Pop zugerechnet und auch als „queere Ikone“ bezeichnet.

## Leben
Ulven wuchs in der Gemeinde Horten südlich von Oslo auf. Ihr Vater arbeitete als Polizist, ihre Mutter im Einzelhandel. Als Jugendliche beschäftigte sie sich mit dem Fingerboarding und nahm an entsprechenden Weltmeisterschaften teil. Sie begann zudem, das Gitarrenspiel zu erlernen und Lieder zu schreiben. Zunächst schrieb sie norwegische Liedtexte und veröffentlichte diese unter ihrem eigenen Namen auf Soundcloud, später ging sie zur englischen Sprache über. Ihre ersten Studioaufnahmen machte sie im Jahr 2015. Unter ihrem Künstlernamen girl in red begann sie 2017 Lieder zu veröffentlichen.
Im Jahr 2018 begann sie Lieder ohne Label zu veröffentlichen, woraus sie schließlich die EP Chapter 1 bildete. Ihr Lied I Wanna Be Your Girlfriend führte schließlich zu ihrem größeren Durchbruch. Im Oktober 2018 gewann sie den Newcomerpreis Årets Urørt des norwegischen Radiosenders NRK P3. Jon Caramanica von der Zeitung The New York Times setzte Ulvens Lied I wanna be your girlfriend auf Platz neun der besten Songs des Jahres 2018. Im Folgejahr tourte sie durch Europa und die USA und gab die EP Chapter 2 heraus. Ihr Studium im Bereich Songwriting und Produktion brach sie ab, nachdem sie keine Erlaubnis für eine Unterbrechung ihres Studiums bekam. Bei den norwegischen Musikpreisen P3 Gull und Spellemannprisen war sie für das Jahr 2019 jeweils in der Newcomer-Kategorie nominiert, konnte den Preis jedoch jeweils nicht gewinnen. Im September 2019 wurde sie Teil einer Werbekampagne von YouTube, bei der neue Künstler unter anderem mit Plakaten in Großstädten beworben wurden.
Im April 2020 hätte sie beim bekannten US-amerikanischen Coachella-Festival auftreten sollen. Statt der aufgrund der COVID-19-Pandemie abgesagten Auftritte zu absolvieren, begann Ulven an ihrem Debütalbum zu arbeiten. Beim norwegischen Musikpreis P3 Gull wurde sie im November 2020 als „Künstlerin des Jahres“ ausgezeichnet. Von der BBC wurde sie Ende 2020 für den Sound of 2021, einer Newcomer-Prognose, nominiert. Im März 2021 veröffentlichte sie die mit Finneas O’Connell produzierte Single Serotonin als Vorab-Single ihres Ende April 2021 erschienenen Albums If I Could Make It Go Quiet. Das Album platzierte sich in den Musikcharts mehrerer Länder wie Norwegen und den USA. Im April 2021 wurde sie in die europäische Liste im Bereich Unterhaltung der Forbes 30 Under 30 aufgenommen. Im Februar 2022 wurde sie als Nominierte in sieben Kategorien beim Spellemannprisen 2021 präsentiert. Sie wurde damit die bis dahin am häufigsten in einem Jahr nominierte Person in der Geschichte des Preises. Ulven gewann in den Kategorien „Veröffentlichung des Jahres“ und „Songwriter des Jahres“. Zudem erhielt sie die Auszeichnung „Årets Spellemann“, mit der Personen ausgezeichnet werden, die sich in einem Jahr besonders in der Musik hervorgetan haben.
Im Juni 2023 trat Ulven im Rahmen der The Eras Tour von Taylor Swift bei mehreren Konzerten in US-amerikanischen Städten als Opening-Act auf. Im April 2024 veröffentlichte sie das Album I’m Doing It Again Baby! Für das Album wurde sie beim Spellemannprisen 2024 in der Songwriting-Kategorie und der Kategorie für alternativen Pop ausgezeichnet. 

## Stil und Rezeption

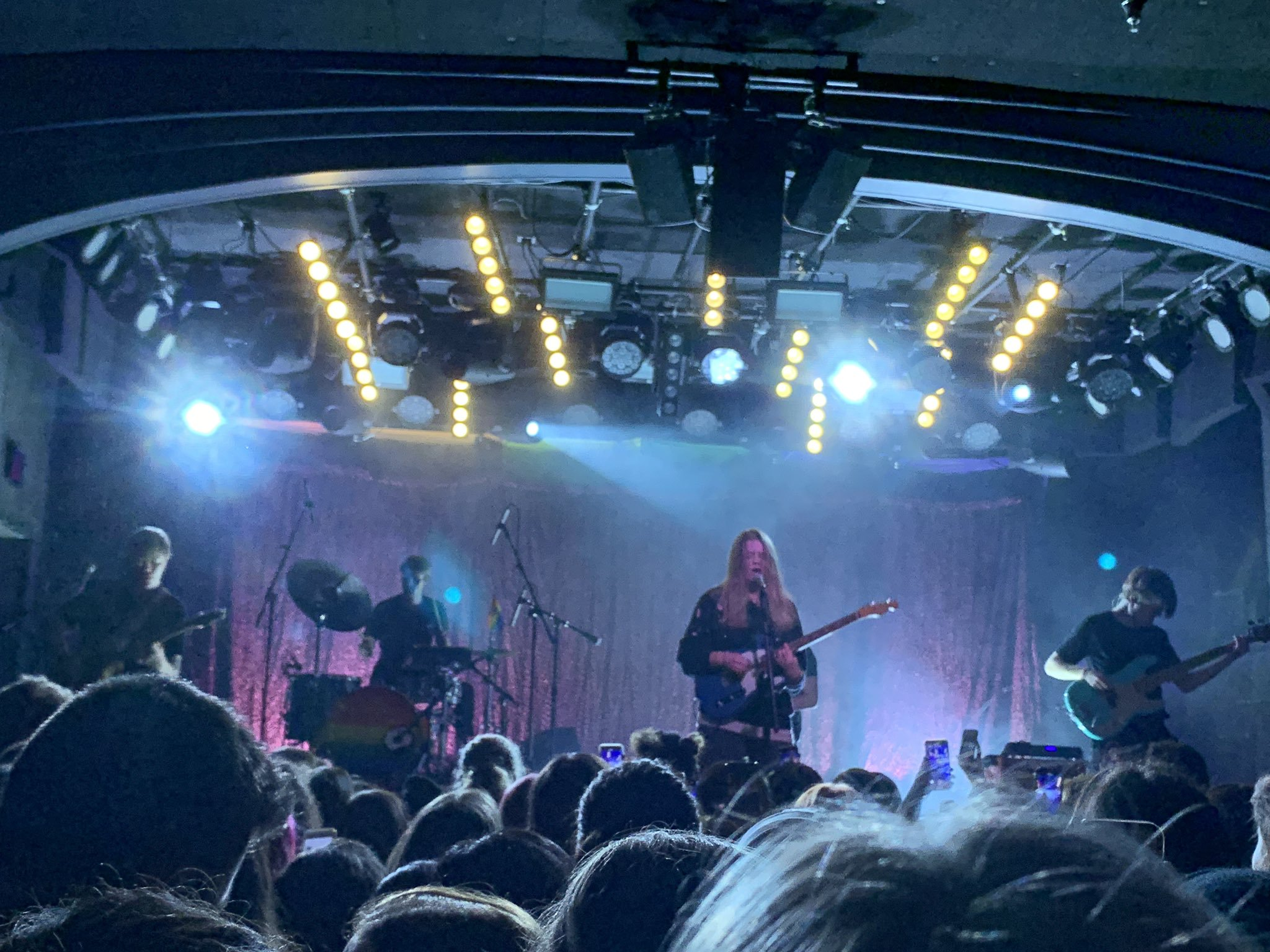
Girl in Red, 2019

Ulven wird dem Indie-Pop und dem Bedroom-Pop zugerechnet. Marius Asp von Verdens Gang schrieb bezüglich ihres Debütalbums If I Could Make It Go Quiet, dass sie mit den Liedern den Begriff Bedroom-Pop ausweite.
Der Text mehrerer ihrer Lieder handelt von gleichgeschlechtlichen Beziehungen. Unter anderem ihr Lied We fell in love in October wurde dadurch zu einem Internet-Phänomen in der queeren Community in sozialen Medien wie TikTok oder Instagram. Die Frage „Do you listen to Girl in Red?“ (deutsch „Hörst du Girl in Red?“) entwickelte sich zu einem Code, um nach der sexuellen Orientierung von Frauen zu fragen. In der Folge wurde ein Projekt gestartet, bei welchem Plakate mit der Frage weltweit in Großstädten wie Moskau, São Paulo und New York City platziert wurden. Ein weiteres wiederkehrendes Element in ihren Liedern ist das Thema psychische Gesundheit. The Guardian schrieb dazu in einer Rezension von If I Could Make It Go Quiet im Jahr 2021, dass ihre Lieder über ihre sexuelle Orientierung und ihre psychische Gesundheit bereits „epochemachend“ (englisch era-defining) geworden seien.

## Auszeichnungen
Spellemannprisen
- 2019: Nominierung in der Kategorie „Durchbruch des Jahres“
- 2020: „Internationaler Erfolg des Jahres“
- 2020: Nominierung in der Kategorie „Musikvideo des Jahres“ für Rue
- 2021: „Årets Spellemann“
- 2021: „Veröffentlichung des Jahres“ für If I Could Make It Go Quiet
- 2021: „Songwriter des Jahres“ für If I Could Make It Go Quiet
- 2021: Nominierung in der Kategorie „Alternativ Pop/Rock“ für If I Could Make It Go Quiet
- 2021: Nominierung in der Kategorie „Musikvideo des Jahres“ für Body & Mind
- 2021: Nominierung in der Kategorie „Lied des Jahres“ für Serotonin
- 2021: Nominierung in der Kategorie „Textautor des Jahres“ für If I Could Make It Go Quiet
- 2021: Nominierung in der Kategorie „Produzent des Jahres“ für If I Could Make It Go Quiet (mit Matias Téllez)
- 2024: „Alternativ Pop“ für I’m Doing It Again Baby!
- 2024: „Songwriter des Jahres“
- 2024: Nominierung in der Kategorie „Produzent des Jahres“ für I’m Doing It Again Baby! (mit Matias Téllez)
- 2024: Nominierung in der Kategorie „Internationaler Erfolg des Jahres“ für I’m Doing It Again Baby!
- 2024: Nominierung in der Kategorie „Lied des Jahres“ für Too Much

P3 Gull
- 2019: Nominierung in der Kategorie „Newcomer des Jahres“[25]
- 2020: „Künstler des Jahres“[26]
- 2021: Nominierung in der Kategorie „Künstler des Jahres“
- 2021: Nominierung in der Kategorie „Lied des Jahres“ für Serotonin[27]
- 2024: Nominierung in der Kategorie „Künstler des Jahres“[28]

MTV Europe Music Awards
- 2024: Nominierung in der Kategorie „Best Nordic Act“ (für Beautiful Things)[29]

## Diskografie

### Alben
- 2019: Beginnings (Compilation Album)
- 2021: If I Could Make It Go Quiet
- 2024: I’m Doing It Again Baby!

### EPs
- 2018: Chapter 1
- 2019: Chapter 2

### Singles
- 2017: I Wanna Be Your Girlfriend (UK: Silber, US: Platin)
- 2017: Will She Come Back
- 2017: Dramatic Lil Bitch
- 2018: Say Anything
- 2018: She Was the Girl in Red
- 2018: Summer Depression
- 2018: 4am
- 2018: Girls (UK: Silber, US: Gold)
- 2018: We Fell in Love in October (UK: Platin, US: ×2Doppelplatin ; #20 der deutschen Single-Trend-Charts am 27. Oktober 2023[31])
- 2019: Watch You Sleep
- 2019: I Need to Be Alone
- 2019: Dead Girl in the Pool
- 2019: I’ll Die Anyway
- 2019: Bad Idea! (UK: Silber, US: Gold)
- 2020: Kate's Not Here
- 2020: Something New
- 2020: Midnight Love (US: Gold)
- 2020: Rue
- 2020: Two Queens in a King Sized Bed
- 2021: Serotonin (US: Gold)
- 2021: You Stupid Bitch
- 2022: October Passed Me By
- 2024: Too Much
- 2024: Doing it Again Baby
- 2024: You Need Me Now? (feat. Sabrina Carpenter)
- 2025: Confession
- 2025: Hemingway

## Auszeichnungen für Musikverkäufe
| Goldene Schallplatte - Australien - 2023: für die Single Girls - Dänemark - 2025: für die Single We Fell in Love in October - Frankreich - 2024: für die Single We Fell in Love in October - Italien - 2024: für die Single We Fell in Love in October - Kanada - 2020: für die Single I Wanna Be Your Girlfriend - 2020: für die Single We Fell in Love in October - 2021: für die Single Girls - Norwegen - 2024: für die Single I Wanna Be Your Girlfriend - Spanien - 2024: für die Single We Fell in Love in October | Platin-Schallplatte - Australien - 2023: für die Single Bad Idea! - 2023: für die Single I Wanna Be Your Girlfriend - Norwegen - 2024: für die Single We Fell in Love in October 2× Platin-Schallplatte - Australien - 2023: für die Single We Fell in Love in October |

| Land/RegionAuszeichnungen für Musikverkäufe (Land/Region, Auszeichnungen, Verkäufe, Quellen) | Silber     | Gold       | Platin       | Verkäufe  | Quellen             |
| -------------------------------------------------------------------------------------------- | ---------- | ---------- | ------------ | --------- | ------------------- |
| Australien (ARIA)                                                                            | —          | Gold1      | 4× Platin4   | 315.000   | aria.com.au         |
| Dänemark (IFPI)                                                                              | —          | Gold1      | —            | 45.000    | ifpi.dk             |
| Frankreich (SNEP)                                                                            | —          | Gold1      | —            | 100.000   | snepmusique.com     |
| Italien (FIMI)                                                                               | —          | Gold1      | —            | 50.000    | fimi.it             |
| Kanada (MC)                                                                                  | —          | 3× Gold3   | —            | 120.000   | musiccanada.com     |
| Norwegen (IFPI)                                                                              | —          | Gold1      | Platin1      | 90.000    | ifpi.no             |
| Spanien (Promusicae)                                                                         | —          | Gold1      | —            | 30.000    | elportaldemusica.es |
| Vereinigte Staaten (RIAA)                                                                    | —          | 4× Gold4   | 3× Platin3   | 5.000.000 | riaa.com            |
| Vereinigtes Königreich (BPI)                                                                 | 4× Silber4 | —          | Platin1      | 1.260.000 | bpi.co.uk           |
| Insgesamt                                                                                    | 4× Silber4 | 13× Gold13 | 10× Platin10 |           |                     |